# Edgemont Park
Edgemont Park – jednostka osadnicza w Stanach Zjednoczonych, w stanie Michigan, w hrabstwie Ingham.